# Walk All Over Me
Walk All Over Me è un film del 2007 diretto da Robert Cuffley.
La pellicola, con protagonisti Leelee Sobieski e Tricia Helfer, è stata girata a Vancouver e a Winnipeg ed è stata presentata al Toronto International Film Festival in prima mondiale l'11 settembre 2007.
In Italia è stato distribuito anche con il titolo Le dominatrici.

## Trama
Alberta è una ragazza che lavora in un negozio di alimentari in una piccola città di provincia canadese; in seguito a una lite tra il suo ragazzo e un uomo a cui questi doveva dei soldi, decide di andare a vivere dalla sorella Celene, che nel frattempo lavora come dominatrice sadomaso.
Alberta, che ha sempre desiderato mantenere il controllo della propria vita, non resisterà alla tentazione di assumere l'identità lavorativa della sorella e avere almeno per una volta un uomo ai suoi piedi. Ma la sua sbadataggine e un bel po' di soldi sconvolgeranno i suoi piani.